# Граничар (област Добрич)
 За другото българско село вижте Граничар (Област Бургас).  
Граничар е село в Североизточна България. То се намира в община Шабла, област Добрич.

## География
Най-североизточната точка на община Шабла. Отличава се със смесеното население от българи и турци. Лек, благоприятен климат. Селото е избирано всяко лято за почивка от туристи.

## История
Старото название на селото е Аканджии. Населението е било турско, натоварено да пази границата, откъдето идва и името на селото. В селото е имало джамия до средата на XX век. След Крайовската спогодба в селото са настанени преселници от Северна Добружда. В селото никога не е имало православен храм, поради което местните жители са ходили на черква в съседното село Стаевци, а след построяването на черква и в съседното село Дуранкулак.

## Население
Преброяване на населението през 2011 г.
Численост и дял на етническите групи според преброяването на населението през 2011 г.:
|                     | Численост | Дял (в %) |
| Общо                | 82        | 100,00    |
| Българи             | 74        | 90,24     |
| Турци               | 3         | 3,65      |
| Цигани              | 0         | 0,00      |
| Други               | 5         | 6,09      |
| Не се самоопределят | 0         | 0,00      |
| Неотговорили        | 0         | 0,00      |

## Културни и природни забележителности
Отличава се със забележителна природа. Перфектното място за почивка и спокойствие. На 5 км от Черно море и къмпинг „Космос“.

## Редовни събития
На 1 май се чества сборът на селото.
На 26 октомври се чества Димитровден, или Ден на строителя, с богата културна програма.

## Други
Селото разполага с два хранителни магазина, ресторант и читалище с богата културна програма. Близо е до село Дуранкулак, където хората могат спокойно да отидат на пикник, плаж или разходка.